# Фонофорез

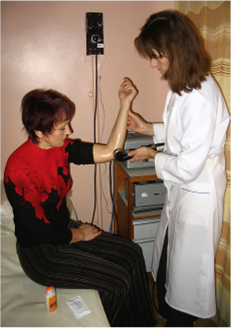
Процедура фонофореза

Фонофоре́з (от др.-греч. φωνή «звук» + φορέω «переношу»), также сонофоре́з (от англ. sound «звук») — комбинированный метод физиотерапевтического лечения, сочетающий ультразвуковое и медикаментозное воздействие. При этом перед сеансом ультразвуковой терапии на ткани вместо обычного геля для ультразвуковой эмиссии (применяемого, например, при УЗИ) наносится лечебное вещество (как медикаменты, так и вещества природного происхождения). Предполагается, что ультразвук помогает лечебному веществу глубже проникнуть в ткани.
Эффективность метода остаётся спорной. Так, исследование, проведённое в 1996 году, показало неэффективность ультразвука для доставки гидрокортизона вглубь тканей.